# Ole Hieronymus Mynster
Ole Hieronymus Mynster, född den 13 augusti 1772 i Köpenhamn, död där den 13 oktober 1818, var en dansk läkare, bror till J.P. Mynster, far till Frederik Ludvig Mynster.
Mynster blev student 1788, studerade naturvetenskap och läkarvetenskap, vann universitetets guldmedalj, stiftade tillsammans med framstående vetenskapsmän Fysisk, økonomisk og mediko-kirurgisk Bibliotek, som han redigerade. År 1796 avlade han medicinsk examen, 1797 blev han doctor medicinæ, 1800 reservmedikus vid Frederiks Hospital och adjunkt vid medicinska fakulteten, 1802 övermedikus vid hospitalet, 1805 extra ordinarie och 1817 ordinarie professor.